# Большой артам
Большой артам (лат. Artamus maximus) — вид птиц из семейства ласточковых сорокопутов. Подвидов не выделяют. Эндемик Новой Гвинеи.

## Описание
Большой артам является самым крупным представителем рода Artamus, достигает длины 20—21 см и массы от 52 до 69 г. Характеризуется плотным телосложением, сплющенной головой, коротким коническим клювом, длинными заострёнными крыльями с очень широким основанием и коротким квадратным хвостом, а также довольно короткими ногами. Половой диморфизм не выражен. У взрослых особей голова, горло, верхняя часть груди и верхняя часть тела чёрного цвета. Хвост тёмно-серо-сланцевый. Надхвостье, кроющие перья хвоста и нижняя часть тела белые. На исподе крыла у основания есть большое белое пятно, что является существенным отличительным признаком вида в полёте. Радужки тёмно-коричневые, клюв бледно-серо-голубой с чёрным кончиком. Ноги тёмно-серо-синие. У неполовозрелых особей видны желтоватые крапинки на спине и белые отметины на кончиках маховых и рулевых перьев.

## Распространение и места обитания
Большой артам является эндемиком Новой Гвинеи. Широко распространён во всех горных районах острова от полуострова  Чендравасих до гор  Оуэн-Стэнли и полуострова Хуон. Встречается на высоте от 800 до 2800 м над уровнем моря, редко на высоте до 3000 м. Ведут кочевой образ жизни, перемещаясь стаями до 20 особей на небольшие расстояния. Часто сидят группами по 5—6 птиц на горизонтальной ветке, тесно прижавшись друг к другу.

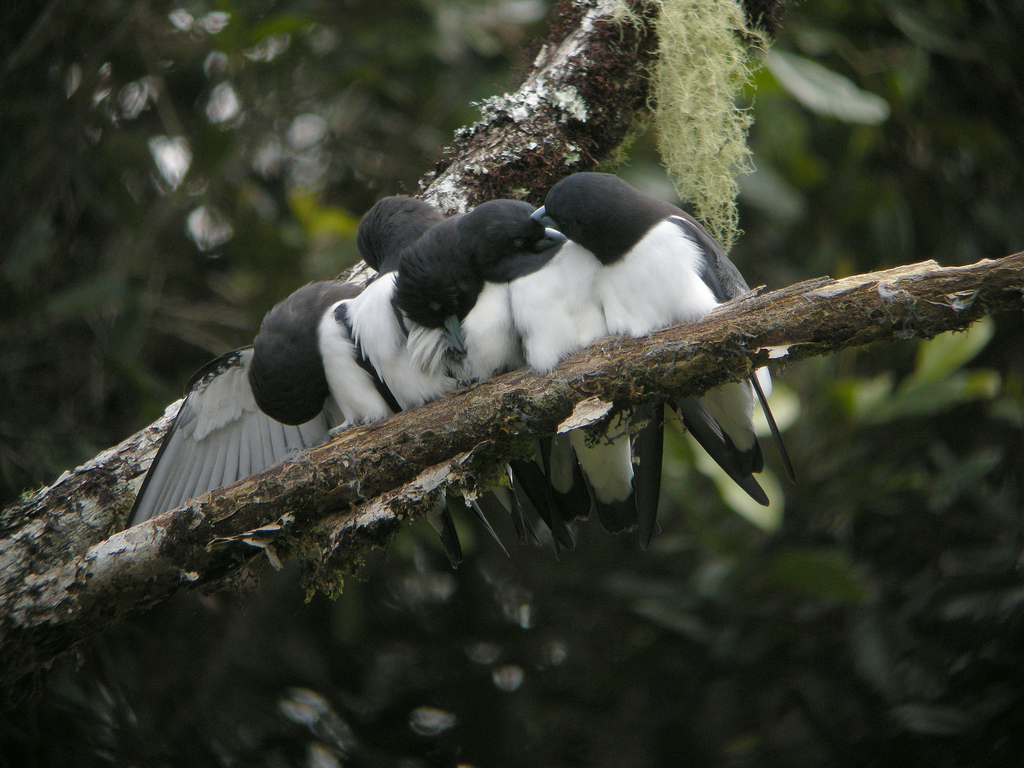

Обитает во влажных тропических горных лесах, обычно на полянах с сухими и мёртвыми деревьями, возвышающимися над пологом первичного тропического леса. Хорошо адаптируется к антропогенному ландшафту, часто встречается у высокогорных городов, таких как Маунт-Хаген и Горока. В отличие от близкородственного сумеречного артама у большого артама не выражена гетеротермия, т.е. птицы не снижают температуру своего тела прохладными ночами.

## Биология
Большой артам питается насекомыми, преимущественно крупными. Добывает пищу в воздухе. Взлетает с присады, схватив насекомое, возвращается на ветку и с помощью ног расчленяет жертву. Считается одной из самых маленьких птиц в мире, которая способна парить без взмахов крыльями в течение нескольких минут, используя восходящие тепловые потоки.
Сезон гнездования длится с августа по декабрь. Гнездо представляет собой открытую чашечку, которая обычно размещается на высоте более 15 метров над землёй на мёртвом дереве. В кладке 2—4 яйца. Птенцов кормят оба родителя. Иногда несколько помощников (неполовозрелые особи от предыдущих выводков, которые остаются в семейной группе в течение нескольких лет) помогают гнездящейся паре в уходе за потомством. Продолжительность инкубационного периода и оперения птенцов не известны.